# Linda Hamilton (Fußballspielerin)
Linda Hamilton (* 4. Juni 1969 in Atlanta, Georgia) ist eine ehemalige US-amerikanische Fußballspielerin.

## Karriere

### College
Ab 1987 spielte sie für das NC State Wolfpack. Danach wechselte sie im Jahr 1990 an die University of North Carolina at Chapel Hill, um dann dort für die Tar Heels in diesem Jahr aufzulaufen und am Ende die NCAA Championships zu gewinnen.

### Nationalmannschaft
In der US-Nationalmannschaft hatte sie ab dem Jahr 1987 erste Einsätze. Bei der Weltmeisterschaft 1991 wurde sie in den Kader für das Turnier berufen. Hier wurde sie in der ersten Partie gegen Schweden, welche mit einem 3:2-Sieg endete, zur 33. Minute bereits für Kristine Lilly eingewechselt. Danach absolvierte sie jede weitere Partie über die volle Spielzeit und gewann somit mit ihrem Team am Ende den ersten offiziellen Weltmeistertitel. Im Gegensatz zu einigen anderen Spielerinnen aus dieser Zeit beendete sie hier ihre Karriere aber noch nicht, sondern war weiter Teil der Mannschaft, für die sie auch unter anderem beim Algarve-Cup 1994, der ersten Austragung dieses Wettbewerbs, eingesetzt wurde. Sie gehörte auch zum Kader der Mannschaft bei der Weltmeisterschaft 1995, bei der sie erneut stets in der Startelf stand und am Ende mit ihrem Team das Spiel um den dritten Platz gegen die Volksrepublik China gewann.